# Клюкин, Павел Григорьевич
Павел Григорьевич Клюкин (25 июня 1922, дер. Озерники, Тульская губерния — май 1991) — командир отделения 1255-го стрелкового полка старшина — на момент представления к награждению орденом Славы 1-й степени.

## Биография
Родился 25 июня 1922 года в селе Озерники. Окончил 9 классов. Работал слесарем на станкостроительном заводе в городе Москве.
Осенью 1941 года добровольцем вступил в народное ополчение. С ноября того же года на фронте, защищал Москву. К началу 1944 года воевал в составе 1255-го стрелкового полка 379-й стрелковой дивизии. Отличился в боях за освобождение Псковщины.
19 января 1944 года в бою юго-западнее города Новосокольники красноармеец Клюкин в числе первых ворвался в траншею противника, гранатой уничтожил несколько противников. Был ранен, но остался в строю. Приказом 25 января 1944 года красноармеец Клюкин Павел Григорьевич награждён орденом Славы 3-й степени.
10-11 марта 1944 года севернее города Пустошка уже командуя отделением с 5 бойцами под огнём противника захватил часть траншеи. Бойцы отразили 4 контратаки, взял в плен вражеского снайпера и дождался подхода основных сил батальона. Приказом 11 апреля 1944 года сержант Клюкин Павел Григорьевич награждён орденом Славы 2-й степени.
В начале июня 1944 года старшина Клюкин со своим подразделением форсировал реку Великая под городом Себеж. Когда погиб командир взвода, Клюкин принял командование на себя и первым бросился вперед. Советские воины выбили противников из траншеи, истребили много врагов, а двадцать восемь человек захватили в плен.
10-16 июля 1944 года в наступательном бою севернее поселка Идрица старшина Клюкин с группой бойцов истребил свыше 10 солдат, захватили пулемет с боеприпасами и удерживали занимаемый рубеж до подхода своих подразделений. Был ранен, но поля боя не покинул.
Указом Президиума Верховного Совета СССР от 24 марта 1945 года за образцовое выполнение заданий командования в боях с немецко-вражескими захватчиками старшина Клюкин Павел Григорьевич награждён орденом Славы 1-й степени. Стал полным кавалером ордена Славы.
После Победы продолжил службу в армии, стал офицером. В 1947 году в звании младшего лейтенанта уволен в запас.
Жил в городе-герое Москве. Работал слесарем в строительной организации, в Ленинской библиотеке, в Министерстве финансов. Скончался в мае 1991 года.
Награждён орденами Отечественной войны 1-й степени, Славы 3-х степеней, медалями.